# Charadai
Charadai è un comune di terza categoria dell'Argentina, capoluogo del dipartimento di Tapenagá nella provincia di Chaco, situato nella parte meridionale della provincia.

## Società

### Evoluzione demografica
| Censimento del 1991 | Censimento del 2001 | Censimento del 2010 |
| 2196 ab.            | 2538 ab.            | 1960 ab.            |